# Roadblock (WWE)
Roadblock è stato un evento in pay-per-view di wrestling prodotto dalla WWE nel 2016.

## Edizioni
|  | Evento esclusivo del roster di Raw |

| Evento                     | Data             | Città      | Sede             | Main Event                   |
| -------------------------- | ---------------- | ---------- | ---------------- | ---------------------------- |
| Roadblock                  | 12 marzo 2016    | Toronto    | Ricoh Coliseum   | Dean Ambrose vs. Triple H    |
| Roadblock: End of the Line | 18 dicembre 2016 | Pittsburgh | PPG Paints Arena | Kevin Owens vs. Roman Reigns |